# Merošina
Merošina (serbisch-kyrillisch Мерошина) ist ein Dorf und eine Gemeinde im serbischen Nišavski okrug. Merošina zählte im Jahre 2002 873 Einwohner (Dorf) bzw. 14.812 Einwohner (Gemeinde).

## Lage
Die Gemeinde ist umgeben von der Gemeinde Aleksinac im Norden, der Stadt Niš im Osten, Doljevac und Žitorađa Süden und Prokuplje im Westen.